# Multiplicateur keynésien
Le multiplicateur keynésien désigne en économie l'effet par lequel une dépense publique provoque une augmentation de la dépense privée plus importante encore au sein du système économique. En d'autres termes, la variation finale (celle de l'output) est plus que proportionnelle à l'augmentation de la variation initiale (celle de l'input). Cela est dû à un effet d’entraînements successifs.
Le multiplicateur keynésien a été découvert par John Maynard Keynes à partir d'un mécanisme d'augmentation de la richesse due à une hausse du niveau d'emploi découvert par Richard Kahn (multiplicateur de Kahn). La logique et la portée de cet effet multiplicateur, simples dans leur principe élémentaire, restent cependant un sujet de débat entre les diverses écoles de pensée économique quant à ses répercussions réelles.

## Concept
Keynes se fonde sur le multiplicateur de Kahn en en découvrant une nouvelle application. Grâce au multiplicateur keynésien, il prend le contre-pied des positions de l'école classique selon laquelle l’État devrait équilibrer son budget en permanence. En réalité, cela conduirait, en cas de mauvaise conjoncture à pousser davantage l’économie vers la dépression. Afin de fonder l'utilité d'une politique budgétaire expansive en temps de crise, Keynes crée le multiplicateur keynésien.
Selon lui, si les circonstances l’exigent, la puissance publique doit faire exactement l’inverse de ce que font les agents économiques. S'ils ne dépensent pas, cela enraie la croissance ; l’État doit se substituer et soutenir la demande en injectant des dépenses supplémentaires. Cette injection soutient la demande effective qui influe à son tour le niveau de production, et par voie de conséquence, l'emploi. La dépense initiale dans l'économie va permettre aux agents de dépenser à leur tour, créer une demande supplémentaire, dont de l'investissement, qui améliore les anticipations des acteurs, et ainsi redresser l'économie.
L'effet multiplicateur diffère selon les caractéristiques de l'économie, la propension à consommer des agents, ainsi que ce qui est financé par la puissance publique. Il peut s'agir d'une augmentation des investissements (construction d’infrastructures, conformément aux préconisations ultérieures du modèle de Barro), soit par des versements monétaires à certains agents économiques (classe moyenne, bénéficiaires de minima sociaux…).

## Principe

### Explication
L’État dispose, dans le cadre de sa politique budgétaire, de la possibilité de dépenser de l'argent public. 100 euros dépensés par l’État donnent lieu à une commande du même montant, qui va accroître le revenu du bénéficiaire. Revenu qui sera à son tour utilisé en dépense ou en épargne. Si le taux d’épargne des bénéficiaires est de 20 %, ces 100 euros vont générer une nouvelle dépense de (100 - 20) = 80 euros. Cette somme est aussi utilisée par son bénéficiaire, qui peut aussi — après avoir épargné 20 % — dépenser (80 - 16) = 64 euros. Il y a à ce stade, 20 euros d’épargne pour le premier bénéficiaire, 16 euros d’épargne et 64 euros dépensés pour le second, soit une somme totale de 100 euros. Et ainsi de suite jusqu’à épuisement de l’effet : les sommes redistribuées à chaque stade s’amenuisent pour tendre vers zéro.
À la quatrième itération, la somme est ainsi répartie : 20 euros de placements pour le premier bénéficiaire, 16 pour le second, 12,8 pour le troisième et 10,24 pour le quatrième, plus une dépense du quatrième de 40,96 euros. La somme totale est toujours 100.
Le total des sommes reçues est de 100 (1er bénéficiaire) + 80 (2e) + 64 (3e) + 51,2 (4e) + 40,96 (correspondant à la dépense du 4e bénéficiaire, mais non utilisée pour le moment), soit une somme de 336,16 euros.
Le total des sommes dépensées est de 80 (1er) + 64 (2e) + 51,2 (3e) + 40,96 (4e), soit 236,16 euros. La différence provient des 100 euros initialement versés par l’État.
Au bout du compte, on constate que 100 euros de dépense publique provoquent un accroissement du revenu national plus important (d’où l’idée de multiplication) que la dépense initiale. Le montant de cet accroissement, sur une période infinie, est donné par la formule : {\displaystyle 100\cdot \left({\frac {1}{1-0{,}8}}\right)=500{\text{ euros.}}}
Le multiplicateur n’est autre qu’un effet de second tour sur le circuit économique engendré par la dépense. Avec un taux d’épargne tendant vers 0 %, le dénominateur tend vers 0 et le revenu national tend vers l’infini.
Parallèlement, la dépense nationale augmente selon la formule : {\displaystyle 100\cdot \left({\frac {1}{1-0{,}8}}-1\right)=400{\text{ euros.}}}
En généralisant le propos, on peut dire que, dans une économie, la variation de l’une des composantes de la demande (initiée par une variation de la dépense publique, de l’investissement, de l’octroi du crédit, des salaires, etc.) provoque une variation plus élevée du revenu national.

### Démonstration
Avant toute chose il est primordial de poser les hypothèses suivantes :
- Nous nous situons dans une économie fermée. - Nous nous situons au Royaume-Uni à l'époque de Keynes dans les années 30 dans une économie de sous-emploi. - Absence de goulots d'étranglements.
Une quelconque variation de l'investissement entraîne :
⇔ Δ1 Y = Δ I
⇔ Δ1 R = Δ1 Y = Δ I
⇔ Δ1 C = aΔ1 R = aΔ I
⇔ Δ2 Y = Δ1 C = aΔ I
⇔ Δ2 R = aΔ I
⇔ Δ2 C = aΔ2 R = a²Δ I
Et ainsi de suite...
Nous conjecturons alors que :
{\displaystyle \Sigma }ΔY = ΔI + aΔI + a²ΔI + ... + {\displaystyle a^{n}}ΔI pour i allant de 1 à n
⇔ {\displaystyle \Sigma }ΔY = ΔI(1 + a + a² + ... + {\displaystyle a^{n}})
Nous avons ici la somme d'une suite géométrique de raison "a" et de premier terme "1" :
{\displaystyle \Sigma }ΔY = ΔI{\displaystyle (1-a^{n})\div (1-a)}
Or, {\displaystyle \lim a^{n}=0} Quand n tend vers plus l'infini.
Donc : {\displaystyle \Sigma }ΔY = ΔI ({\displaystyle 1/(1-a)})
Avec, I = investissement
Y = le niveau de production
R = les revenus distribués
C = la consommation des ménages
a = la propension marginale à consommer (environ 80% en France)
Par exemple une hausse de l'investissement de 1 milliard d'euros entraîne une hausse de la production de 5 milliards d'euros. Cette formule du multiplicateur dépend de la propension marginale à consommer des ménages et plus celle-ci est faible moins le multiplicateur sera efficace. C'est pour cela, entre autres, que Keynes parlait de "l'euthanasie des rentiers", en effet les rentiers tirent leurs revenus de leur épargne et donc augmentent la propension marginale à épargner ce qui diminue l'effet du multiplicateur.

## Formule théorique

### Cas d’une économie fermée
Pour une économie fermée, soit ΔY la croissance économique, ΔI la variation de l’investissement, ΔT la variation de l’imposition, k1 le multiplicateur d’investissement et k2 le multiplicateur de l’imposition. On a :
{\displaystyle \Delta Y=k1\cdot \Delta I\,-k2\cdot \Delta T\,}

### Cas d’une économie ouverte
Dans une économie ouverte, il faut tenir compte de l’augmentation des importations provoquée par l’augmentation de la demande ; avec ΔM la variation des imports :
{\displaystyle \Delta Y=k1\cdot \Delta I\,-k2\cdot \Delta T\,-\Delta M\,}

### L’effet multiplicateur induit par la baisse des impôts[1]
La théorie keynésienne pose que la consommation est fonction du revenu disponible. Donc, C(Y-T) où Y est le revenu total et T représente les impôts. Chaque variation du revenu disponible va se traduire par une variation de la consommation de :
```
 
Propension marginale à consommer×∆Revenu disponible
```

Donc, dans le cas d’une variation du revenu disponible induite par la diminution des impôts de ∆T, la consommation va s’accroître de :
```
 
Propension marginale à consommer×∆T
```

Cette variation de la consommation va avoir une répercussion plus que proportionnelle sur la production de par l’effet multiplicateur dont voici la formule :
```
 
∆T×PmC
[
2
]
 / (1-PmC)
```

## Estimations
La hauteur de l'effet multiplicateur peut être calculée. Les calculs n'excluent toutefois pas des erreurs. Ainsi, Olivier Blanchard, alors chef économiste du Fonds monétaire international, a publié en 2013 un article qui montrait une sous-estimation de l'effet multiplicateur par le FMI durant la décennie précédente.
Une étude de 2018 a permis d'estimer le multiplicateur keynésien pour différents pays depuis les années 1960.
| Pays        | 1960 | 1970 | 1980 | 1990 | 2000 | 2010 |
| ----------- | ---- | ---- | ---- | ---- | ---- | ---- |
| France      | 1,97 | 1,78 | 1,68 | 1,61 | 1,41 | 1,39 |
| Allemagne   | 1,75 | 1,68 | 1,66 | 1,54 | 1,44 | 1,23 |
| Pays-Bas    | 1,41 | 1,33 | 1,29 | 1,15 | 0,95 | 0,84 |
| Royaume-Uni | 1,77 | 1,65 | 1,63 | 1,63 | 1,56 | 1,5  |
| Suisse      | 1,69 | 1,52 | 1,42 | 1,23 | 1,1  | 1,01 |
| États-Unis  | 2,3  | 2,27 | 2,28 | 2,23 | 2,04 | 2,1  |
| Japon       | 2,55 | 2,07 | 2,1  | 1,9  | 1,84 | 1,83 |

## Critiques et limites

### Fuites macroéconomiques à l'étranger
Le multiplicateur keynésien peut être atténué par le biais de l'augmentation de l'importation de biens étrangers. Alors, une partie de la hausse de la demande se porte sur des biens produits en-dehors du système économique cible ; cela stimule la production étrangère, mais pas la production nationale. Le recours aux importations a un impact négatif sur la balance commerciale et ainsi réduit l’effet multiplicateur. Cet effet modérateur est d’autant plus important que l’économie est ouverte, ce qui est de plus en plus fortement le cas, avec l’augmentation du taux d’ouverture des économies.

### Effet d'éviction
L'effet d'éviction la demande ajoutée peut venir en substitution, plutôt qu’en complément, de la demande normale ; on essaye de l’éviter en concentrant l’effort sur des biens spécifiques (routes, grandes infrastructures...), mais même ainsi, les ressources mobilisées par la demande nouvelle (notamment en capital et main-d’œuvre rare) sont autant de retranchées à l’offre actuelle, ce qui la renchérit et peut faire baisser la demande ultérieure.

### Importance de la confiance
L'effet multiplicateur est, au-delà de son aspect strictement mathématique, lié à l'importance de la confiance qui est accordée par les agents économiques. En effet, si les agents économiques ne croient pas à la politique menée, ils vont anticiper son échec et agir en conséquence. C’est-à-dire épargner, réduire leur demande, exporter leur capital, etc. avec des conséquences économiques négatives importantes, qui seront elles aussi multipliées (le multiplicateur s’applique aussi à la demande privée, mais dans ce cas, en moins).

### Perturbation des anticipations
Ainsi l’effet pourrait être positif à court terme, mais ensuite s’estomper rapidement voire devenir négatif à moyen terme. Des écoles de la pensée économique (école de l’offre, école monétariste, école autrichienne…) estiment que même l’effet à court terme est négatif. Une intervention supplémentaire de la sphère publique dans l’économie perturbe les acteurs et décourage la prise de risque et l’investissement privé. Milton Friedman, se fondant sur un travail empirique, conclut que les dépenses privées demeurent inchangées, voire diminuent en termes réels en raison de l'impact sur l'évolution des prix.
En cas de transfert monétaire à des agents économiques, l’effet multiplicateur ne fonctionnera que si ces agents dépensent cet argent plutôt que de l’épargner. Or, selon le principe de l’équivalence ricardienne, les agents économiques pourraient avoir tendance à épargner en prévision d’une hausse future de l’imposition. Cette propension à épargner est d’autant plus forte que les revenus antérieurs (aux versements de l’État) couvraient les besoins fondamentaux des bénéficiaires.